# 2025-ös UEFA Konferencia Liga-döntő
A 2025-ös UEFA Konferencia Liga-döntő az európai labdarúgó-klubcsapatok harmadik számú tornájának első, jogelődjével (UEFA Európa Konferencia Liga) együttvéve a 4. döntője volt. A döntőt a lengyelországi Wrocławban, a Wrocławi Városi Stadionban rendezték meg 2025. május 28-án, a spanyol Real Betis és az angol Chelsea csapata részvételével.
A Chelsea 4–1-re megnyerte a mérkőzést, ezzel megszerezte első UEFA Konferencia Liga-címét, és az első olyan klub lett, amely megnyerte mind a négy nagy európai trófeát, valamint mindhárom jelenlegi európai kupasorozatot. A Chelsea egyben az első nem spanyol csapat lett, amely spanyol ellenfelet győzött le európai kupadöntőben 2001 óta, akkor a Bayern München verte meg a Valenciát a bajnokok-ligája döntőjében. Mivel a Chelsea a bajnoki szereplésének köszönhetően már automatikusan kvalifikálta magát a 2025–2026-os UEFA-bajnokok ligája alapszakaszába, így a UEFA Konferencia Liga-győztesnek fenntartott hely az UEFA Európa-ligában felszabadult.
A háromgólos különbség a Konferencia Liga-döntők történetének legnagyobb arányú győzelme lett, mivel az első három döntőt egyaránt egygólos különbséggel nyerték meg. Ez a mérkőzés volt egyben a legtöbb gólt hozó finálé is.

## Háttér
A Real Betis története során először jutott be egy európai kupadöntőbe.
Ez volt a Chelsea tizenharmadik európai kupadöntője, és egyben az első UEFA Konferencia Liga-döntős szereplése. A klub korábban már korábban hódított el jelentős európai trófeákat: a bajnokok ligáját 2012-ben és 2021-ben, a kupagyőztesek Európa-kupáját 1971-ben és 1998-ban, valamint az Európa-ligát 2013-ban és 2019-ben. Ezen felül kétszeres UEFA-szuperkupa-győztes (1998, 2021). A londoni csapat négy európai döntőt veszített el: a 2008-as bajnokok ligája-döntőt, valamint a 2012-es, 2013-as és 2019-es UEFA-szuperkupákat. A Konferencia Liga-döntőjének megnyerésével a Chelsea lett az első klub, amely mind a négy nagy európai kupát megnyerte.
A két csapat korábban négyszer találkozott egymással: kétszer az 1997–98-as kupagyőztesek Európa-kupája negyeddöntőjében, valamint kétszer a 2005–06-os bajnokok ligája csoportkörében. A Chelsea ezeken három győzelmet könyvelhet el: 2–1-re Sevillában és 3–1-re Londonban, így 5–2-es összesítéssel jutott tovább és végül el is hódította a trófeát. A 2005–06-os idényben hazai pályán 4–0-ra nyertek, de a idegenben a Betis 1–0-ra legyőzte őket. Ennek ellenére a Chelsea csoportmásodikként továbbjutott a nyolcaddöntőbe, míg a Betis harmadikként az UEFA-kupába került át – amelyet végül városi riválisuk, a Sevilla nyert meg.

### Előző döntők
Megjegyzés: a torna elnevezése 2024-ig UEFA Európa Konferencia Liga, 2025-től UEFA Konferencia Liga volt.
| Csapat     | Az ezt megelőző döntős szereplések évszámai |
| ---------- | ------------------------------------------- |
| Real Betis | Nem szerepelt                               |
| Chelsea    | Nem szerepelt                               |

## A helyszín
A Wrocławi Városi Stadion – szponzori nevén Tarczyński Aréna – a Śląsk Wrocław otthona. A stadiont 2011 szeptemberében nyitották meg, befogadóképessége 42 771 fő. A létesítmény korábban a 2012-es UEFA Európa-bajnokság egyik helyszíneként is szolgált. A Konferencia Liga-döntője a harmadik európai kupadöntő lesz, amelyet Lengyelországban rendeznek, a 2015-ös és a 2021-es Európa-liga-döntők után.

### A rendező kiválasztása
Az UEFA 2022. június 21-én nyitotta meg párhuzamosan a 2024-es és a 2025-ös döntőre vonatkozó pályázati eljárást.. A pályázók csak az egyik vagy mindkét döntőre is pályázhattak. A pályázatban szereplő helyszínnek természetes füves pályát kellett tartalmazniuk, és az UEFA négyes kategóriájú stadionnak kellett lenniük, legalább 30 000 bruttó befogadóképességgel. A pályázati eljárás ütemterve a következő volt:
- 2022. június 21.: hivatalos pályázati felhívás.
- 2022. augusztus 31.: a pályázati szándék bejelentésének határideje.
- 2022. szeptember 7.: az ajánlattételi követelmények az ajánlattevők rendelkezésére bocsátása.
- 2022. november 3.: az előzetes ajánlattételi dokumentáció benyújtása.
- 2023. február 23.: a végleges ajánlattételi dokumentáció benyújtása.
- 2023. június 28.: a rendező kijelölése.

Az UEFA Végrehajtó Bizottsága 2023. június 28-án, a svájci Nyonban tartott ülésén a Wrocławi Városi Stadiont jelölte ki a 2025-ös döntő helyszínéül.

## Út a döntőig
Megjegyzés: az eredmények a döntősök szempontjából értendőek (H: hazai pályán; I: idegenben).
| Hely. | Csapat             | M | P  |
| ----- | ------------------ | - | -- |
| 13.   | Panathinaikósz     | 6 | 10 |
| 14.   | Olimpija Ljubljana | 6 | 10 |
| 15.   | Real Betis         | 6 | 10 |
| 16.   | Heidenheim         | 6 | 10 |
| 17.   | Gent               | 6 | 9  |

| Hely. | Csapat               | M | P  |
| ----- | -------------------- | - | -- |
| 1.    | Chelsea              | 6 | 18 |
| 2.    | Vitória de Guimarães | 6 | 14 |
| 3.    | Fiorentina           | 6 | 13 |
| 4.    | Rapid Wien           | 6 | 13 |
| 5.    | Djurgårdens IF       | 6 | 13 |

## A mérkőzés
A Real Betis már a kilencedik percben megszerezte a vezetést, miután Isco keresztbe tett labdáját Abde Ezálzúlí lőtte a jobb alsó sarokba. A spanyol csapat ezután se vett vissza a tempóból, és hamarosan újabb gólhelyzetük támadt: Marc Bartra távoli lövését azonban a szigetországi egylet kapusa, Filip Jörgensen a kapu fölé tolta. A 20. percben ismét Ezálzúlí tört előre, két Chelsea-játékost is kicselezett, majd középre passzolt Johnny Cardosónak, akinek lövését Benoît Badiashile blokkolta, úgy hogy az a kapu fölé pattant.
A 65. percben a Chelsea egyenlített: Cole Palmer beadta a labdát a tizenhatoson belülre, az argentin labdarúgó Enzo Fernández pedig fejjel továbbította azt a Betis kapusa, Adrián mellett a hálóba. Öt perccel később Palmer újabb büntetőterületen belüli beadását, Nicolas Jackson értékesítette, így a londoniak megfordították az állást. A 78. percben egy gyors kontratámadás köbetően Jackson és Jadon Sancho vezették rá a labdát a Betis kapusára. Bár a helyzet megvolt, Jackson rosszul vette át a labdát, így odalett a lehetőség. A gólok sorát Sancho folytatta aki 83. percben jobbra cselezett, majd jobblábas lövése szépen kanyarodott a kapuba. A hosszabbítás első percében Moisés Caicedo állította be a végeredményt: lövése a védő Natanon megpattant, és kapu jobb alsó sarkában kötött ki.
A győzelemmel a Chelsea lett az első klub, amely megnyerte mind az öt UEFA által szervezett európai kupasorozatot: a bajnokok ligáját, az Európa-ligát, a Konferencia Ligát, az UEFA-szuperkupát és a kupagyőztesek Európa-kupáját.

### Részletek
| 2025. május 28. 21:00 |

| Real Betis  | 1–4               | Chelsea                                            |
| ----------- | ----------------- | -------------------------------------------------- |
| Ezálzúlí 9' | (1–0) Jegyzőkönyv | Fernández 65' Jackson 70' Sancho 83' Caicedo 90+1' |

| Wrocław Stadion, Wrocław Nézőszám: 39 754 Játékvezető: Irfan Peljto (bosznia-hercegovinai) |

| Real Betis | Chelsea |

| GK                | 13 | Adrián            |       |     |
| RB                | 23 | Youssouf Sabaly   |       |     |
| CB                | 5  | Marc Bartra       |       |     |
| CB                | 6  | Natan             |       |     |
| LB                | 12 | Ricardo Rodriguez |       | 46' |
| CM                | 18 | Pablo Fornals     |       | 85' |
| CM                | 22 | Isco (c)          |       |     |
| CM                | 4  | Johnny Cardoso    |       | 85' |
| RF                | 7  | Antony            | 88'   |     |
| CF                | 11 | Cédric Bakambu    |       | 72' |
| LF                | 10 | Abde Ezálzúlí     |       | 53' |
| Cserék:           |    |                   |       |     |
| GK                | 25 | Fran Vieites      |       |     |
| GK                | 41 | Manu González     |       |     |
| DF                | 15 | Romain Perraud    | 90+5' | 46' |
| DF                | 24 | Aitor Ruibal      |       | 72' |
| DF                | 32 | Nobel Mendy       |       |     |
| DF                | 40 | Ángel Ortiz       |       |     |
| MF                | 16 | Sergi Altimira    |       | 85' |
| MF                | 20 | Giovani Lo Celso  |       | 85' |
| MF                | 46 | Mateo Flores      |       |     |
| FW                | 36 | Jesús Rodríguez   |       | 53' |
| FW                | 52 | Pablo García      |       |     |
| Vezetőedző:       |    |                   |       |     |
| Manuel Pellegrini |    |                   |       |     |

| GK           | 12 | Filip Jörgensen       |     |     |
| RB           | 27 | Malo Gusto            |     | 46' |
| CB           | 23 | Trevoh Chalobah       |     |     |
| CB           | 5  | Benoît Badiashile     | 55' | 61' |
| LB           | 3  | Marc Cucurella        |     |     |
| CM           | 8  | Enzo Fernández (c)    |     |     |
| CM           | 25 | Moisés Caicedo        |     |     |
| RW           | 11 | Noni Madueke          |     |     |
| AM           | 20 | Cole Palmer           | 79' | 87' |
| LW           | 7  | Pedro Neto            |     | 61' |
| CF           | 15 | Nicolas Jackson       |     | 80' |
| Cserék:      |    |                       |     |     |
| GK           | 1  | Robert Sánchez        |     |     |
| GK           | 47 | Lucas Bergström       |     |     |
| DF           | 4  | Tosin Adarabioyo      |     |     |
| DF           | 6  | Levi Colwill          |     | 61' |
| DF           | 24 | Reece James           |     | 46' |
| DF           | 34 | Josh Acheampong       |     |     |
| MF           | 22 | Kiernan Dewsbury-Hall |     | 80' |
| MF           | 39 | Mathis Amougou        |     |     |
| FW           | 18 | Christopher Nkunku    |     |     |
| FW           | 19 | Jadon Sancho          | 85' | 61' |
| FW           | 32 | Tyrique George        |     |     |
| FW           | 38 | Marc Guiu             |     | 87' |
| Vezetőedző:  |    |                       |     |     |
| Enzo Maresca |    |                       |     |     |

| A mérkőzés játékosa: Cole Palmer (Chelsea) Asszisztensek: Senad Ibrišimbegović (bosznia-hercegovinai) Davor Beljo (bosznia-hercegovinai) Negyedik játékvezető: Halil Umut Meler (török) Tartalék játékvezető: Kerem Ersoy (török) Videóbírók: Jérôme Brisard (francia) Willy Delajod (francia) Marco Di Bello (olasz) | Szabályok - 90 perc játékidő - 30 perc hosszabbítás döntetlen esetén, majd büntetőpárbaj - 12 nevezhető cserejátékos - Öt játékos cserélhető, a hosszabbításban még egy cserelehetősége van mindkét csapatnak. A cserékre három alkalommal van lehetőség, amelybe nem számít bele a félidő, a hosszabbítás előtti szünet és a hosszabbítás félideje. |

### Statisztikák
| Statisztika            | Real Betis | Chelsea |
| ---------------------- | ---------- | ------- |
| Lőtt gólok             | 1          | 0       |
| Kapura lövés           | 7          | 4       |
| Kaput eltaláló lövések | 2          | 1       |
| Védések                | 1          | 1       |
| Labdabirtoklás         | 33%        | 67%     |
| Szöglet                | 3          | 2       |
| Szabálytalanság        | 9          | 6       |
| Les                    | 0          | 1       |
| Sárga lap              | 0          | 0       |
| Piros lap              | 0          | 0       |

| Statisztika            | Real Betis | Chelsea |
| ---------------------- | ---------- | ------- |
| Lőtt gólok             | 0          | 4       |
| Kapura lövés           | 6          | 7       |
| Kaput eltaláló lövések | 1          | 6       |
| Védések                | 2          | 1       |
| Labdabirtoklás         | 40%        | 60%     |
| Szöglet                | 1          | 2       |
| Szabálytalanság        | 7          | 6       |
| Les                    | 0          | 2       |
| Sárga lap              | 2          | 3       |
| Piros lap              | 0          | 0       |

| Statisztika            | Real Betis | Chelsea |
| ---------------------- | ---------- | ------- |
| Lőtt gólok             | 1          | 4       |
| Kapura lövés           | 13         | 11      |
| Kaput eltaláló lövések | 3          | 7       |
| Védések                | 3          | 2       |
| Labdabirtoklás         | 36%        | 64%     |
| Szöglet                | 4          | 4       |
| Szabálytalanság        | 16         | 12      |
| Les                    | 0          | 3       |
| Sárga lap              | 2          | 3       |
| Piros lap              | 0          | 0       |